# Samuel Green
Samuel Green, né le 13 novembre 1889 à Atlanta et mort le 18 août 1949 dans la même ville, est « sorcier impérial » (Imperial Wizard) du Ku Klux Klan à la fin des années 1940, organisant sa troisième et dernière réforme.

## Biographie
Green est né à Atlanta, en Géorgie. Obstétricien, il rejoint le Ku Klux Klan en 1922. Au début des années 1930, Green devient le Grand Dragon de Géorgie. 
À partir de la fin des années 1920, les Chevaliers du Ku Klux Klan ont un problème de déclin de l'effectif. En 1939, Hiram Wesley Evans vend l'organisation à deux membres du Klan, Green et James A. Colescott. Colescott devient Imperial Wizard et Green son assistant. Alors que Colescott est contraint de dissoudre l'organisation en 1944, Green commence à réformer l'Association of Georgia Klans en mettant l'accent sur la suprématie blanche et l'anticommunisme. En octobre 1945, son groupe annonce son retour à la vie publique avec une croix enflammée.
De l'automne 1945 au printemps 1946, le Klan signale régulièrement sa présence en allumant « d'énormes croix de feu » au sommet de Stone Mountain. Pendant cette période, Green et ses associés commencent à contacter d'anciens Klansmen et à les inviter à rejoindre les rangs. Le 9 mai 1946, cette version du Klan organise sa première grande cérémonie d'initiation. En octobre de la même année, Green orchestre une cérémonie de réveil officielle sur Stone Mountain. Selon l'historien Robert P. Ingalls, la croix de feu allumée pour la cérémonie mesurait entre 200 et 300 pieds de hauteur (61 à 91 mètres). La cérémonie d'initiation de la nuit a suivi de près les schémas établis par William Joseph Simmons en 1915. Pour la cérémonie, il y avait plus de membres et d'initiés présents que de robes et de cagoules disponibles. Beaucoup d'entre eux portaient des masques de mouchoir au lieu d'uniformes Klan plus traditionnels. Green a vendu au magazine Life les droits de prendre et de publier des photos de l'événement.
De nouvelles unités du Klan émergent à travers tout le Sud des États-Unis. Chester L. Quarles, professeur à l'université du Mississippi, remarque que les circonstances aident au recrutement. Un facteur est la supposée « nouvelle assurance » des noirs. Les vétérans afro-américains retournent à la maison et ayant combattu pour la liberté à l'étranger, ils demandent ce droit pour eux-mêmes dans leur propre pays. Ils rejoignent le mouvement des droits civiques en masse et en réponse, le Klan retourne à ses objectifs originaux de contenir et contrôler les noirs.
Le Klan concentre ses efforts de recrutement sur les vétérans blancs américains de la guerre. Sa rhétorique attire l'attention sur les noirs non combattants « qui ont obtenu tous les bons emplois pendant que vous étiez en uniforme ». Un autre facteur de revitalisation du Klan est la vague alors récente de réfugiés et d'immigrants entrant aux États-Unis, y compris des Juifs qui ont survécu à l'Holocauste. Green décrit le pays comme « inondé de réfugiés juifs ». Le Klan embrasse une fois de plus le nativisme et l'antisémitisme. Un troisième facteur est que le catholicisme romain augmente son influence sur la population américaine, gagnant de nouveaux adhérents. Green trouve que c'était une tendance inquiétante et s'est prononcé contre ces « papistes ». Ce qui signifie que le Klan ré-embrassait l'anti-catholicisme. Le dernier facteur a été l'opération Dixie (en) en cours, qui impliquait des syndicalistes opérant dans le Sud. Le Klan était opposé au mouvement ouvrier et Green a qualifié ces organisateursde carpetbaggers arrivant pour « dire aux Sudistes comment gérer... leur entreprise ». Green a assuré à son auditoire que les « négros »  [sic], juifs, catholiques, organisateurs syndicaux et toute alliance entre eux ne seraient pas tolérés par le Klan.
En cette période du Klan, il était relativement normal que les Klansmen assistent au service religieux en uniforme. La pratique affirmait à la fois leur prédominance dans leurs domaines respectifs et impliquait leur lien avec les dirigeants de l'église locale. Parfois, ces Klansmen ont offert des dons en espèces aux congrégations. Certaines figures religieuses se sont opposées à cette pratique. Par exemple, Hugh A. Brimm de la Southern Baptist Convention a demandé à ses pasteurs de refuser d'accepter « l'argent du sang » du Klan. Selon lui, les Klansmen étaient couverts du sang des « victimes lynchées » et leur « piété superficielle » était simplement hypocrite. En 1947, le Klan est inclus dans la liste des organisations subversives du procureur général et dénoncé comme non américain. Il partage la liste avec des organisations embrassant le totalitarisme, le fascisme et le communisme. Dans le cas du Klan, la liste reflétait fidèlement leur idéologie subversive. Tout en se déclarant la « conscience sociale américaine », le Klan a toujours favorisé l'ignorance et la désobéissance aux lois qui allaient à l'encontre de leur idéologie. Leur rhétorique avait pris une tournure de plus en plus anti-étatique.  
Le Klan attirant une certaine attention négative, il a rapidement commencé à faire face à des problèmes internes. Leurs rangs sont infiltrés par des informateurs du gouvernement, des agents fédéraux et des journalistes d'investigation. Tous étaient impatients de révéler la nature violente du Klan, celui que les Klansmen ont publiquement nié. L'infiltrateur le plus notable était Stetson Kennedy, dont le dernier livre I Rode With The Ku Klux Klan (1954) couvrait les activités du Klavalier Klub. Le Klub était une escouade d'élite de Klansmen dévouée aux campagnes de flagellation, active en Géorgie même. En 1949, à la suite des révélations au public, le nom du Klan était devenu synonyme de terrorisme et de violence. Mais cette réputation n'a pas découragé les gens de demander l'adhésion. Au cours de l'été 1949, peu de temps avant sa mort, Green lui-même a présidé une grande cérémonie d'initiation. Environ 700 membres se sont joints en une seule journée.
Pendant ce temps, Green conduit le Klan à renouveler ses activités politiques. Il est actif lors des élections spéciales du gouverneur de Géorgie en 1948, et aurait été « aide de camp » du candidat Herman Talmadge. Talmadge était considéré comme le candidat du Klan au poste. Selon Stetson Kennedy, Talmadge avait promis au Klan « les mains libres dans toute émeute raciale ».
Il est élu sorcier impérial deux semaines avant sa mort des suites d'une crise cardiaque à Atlanta, le 18 août 1949. Il décède dans la roseraie de sa maison. Sa mort a affaibli le Klan en éclatant davantage sa direction. Il est remplacé par Samuel Roper.